# Ожулунский наслег
Ожулунский наслег — сельское поселение в Чурапчинском улусе Якутии Российской Федерации.
Административный центр — село Дябыла.

## История
Статус и границы сельского поселения установлены Законом Республики Саха (Якутия) от 30 ноября 2004 года N 173-З N 353-III «Об установлении границ и о наделении статусом городского и сельского поселений муниципальных образований Республики Саха (Якутия)».

## Население
| 2002  | 2010  | 2011  | 2012  | 2013  | 2014  | 2015  |
| ----- | ----- | ----- | ----- | ----- | ----- | ----- |
| 1154  | ↗1187 | ↘1186 | ↗1201 | ↘1177 | ↗1196 | ↘1179 |
| 2016  | 2017  | 2018  | 2019  | 2020  | 2021  |       |
| ↗1193 | ↗1197 | ↗1204 | ↘1164 | ↘1108 | ↘1096 |       |

## Состав сельского поселения
| № | Населённый пункт | Тип населённого пункта       | Население |
| - | ---------------- | ---------------------------- | --------- |
| 1 | Василий Аласа    | посёлок                      | ↗1        |
| 2 | Дябыла           | село, административный центр | ↘995      |
| 3 | Юрях-Кюёре       | посёлок                      | ↘68       |